# 徹丹 (愛荷華州)
徹丹（英語：Churdan）是一個位於美國愛荷華州格林縣的城市。

## 歷史
徹丹市的歷史可追溯至1882年，其時當地鐵路剛剛建成。徹丹市的名稱出自當地的首任郵政局局長約瑟夫·徹丹（Joseph Churdan）。他同時是兼首批定居該地的人。其後在1884年，徹丹正式成為一個鎮。

## 地理
徹丹的座標為42°09′18″N 94°28′36″W / 42.15500°N 94.47667°W，而該地的平均海拔高度為340米（即1115英尺）。

## 人口
根據2010年美國人口普查的數據，徹丹的面積為5.46平方千米，當中陸地面積為5.46平方千米，而水域面積為0.00平方千米。當地共有人口386人，而人口密度為每平方千米70人。